# Greyfriars Kirkyard
 (mars 2024).
Greyfriars Kirkyard est le cimetière qui entoure l'église Greyfriars Kirk à Édimbourg, en Écosse. Il est situé à l'extrémité sud de la vieille ville (Old Town), à côté de l'école George Heriot. Des enterrements ont lieu depuis la fin du XVIe siècle, et un certain nombre d'habitants notables d'Édimbourg sont enterrés à Greyfriars. Le Kirkyard est géré par le City of Edinburgh Council en liaison avec un trust caritatif, qui est lié à l'église mais distinct de celle-ci. Le Kirkyard et ses monuments sont protégés en tant que monument classé de catégorie A.

## Liste des références
1. ↑  « GREYFRIARS PLACE, GREYFRIARS CHURCHYARD, INCLUDING MONUMENTS, LODGE GATEPIERS, RAILINGS AND WALLS (LB27029) », sur portal.historicenvironment.scot (consulté le 29 février 2024)